# Константин III Ираклије
Ираклије Нови Константин (3. мај 612. — 24. или 26. мај 641) био је византијски цар из Ираклијеве династије и владао је царством од 11. јануара 641. до своје смрти у мају исте године. Ираклије Нови Константин је званично царевао под владарским именом Константин тако да се у модерној литератури често спомиње и као Константин II, Константин III или Ираклије Константин.
Ираклије Константин је рођен у Константинопољу 3. маја 612. као једини син цара Ираклија и Фабије Еудокије. Царица Фабија је боловала од епилепсије и умрла је исте године када је свом супругу родила сина. После годину дана Ираклије се оженио рођеном сестричином Мартином што је дочекано са неодобравањем па и отвореним незадовољством унутар царске породице, у високим црквеним круговима и међу цариградском светином. 
Свестан непополураности свог брака са Мартином, Ираклије је покушао да јавно прикаже како се не одриче Фабијине деце, ћерке Еудокије и сина Ираклија Новог Константина кога је 613. прогласио за савладара. Већ 629. или 630. године Ираклије је оженио свог најстаријег сина својом синовицом Грегоријом. У овом браку Грегорија му је родила два сина Ираклија, који је касније постао познатији јавности као Констанс, и Теодосија.
Када је Ираклије умро у фебруару 641. за собом је оставио као престолонаследнике двадесетосмогодишњег Ираклија Новог Константина и петнаестогодишњег Ираклија II, познатијег као Ираклиона, Мартининог сина. По царевом тестаменту, који је Мартина представила цариградском сенату, Ираклијеви синови требало је да владају као савладари и да притом поштују Мартину као царицу и мајку. Учешће Ираклијеве удовице у власти је одбачено, али су синови преминулог цара прихваћени као цареви-савладари.
Ираклије Нови Константин је изгледа уживао већу подршку цариградске светине, али је већ био тешко болестан, највероватније од туберкулозе. Како би придобио подршку војске, Константин је поделио 50.000 војницима. Новац за одбрану Египта, Константин је набавио тако што је наложио да се из Ираклијеве гробнице уклони све драгоцености скупа са царском круном. И поред свега, муслимански Арапи су заузели већи део провинције и цариградска влада је изгубила једну од најбогатијих источних провинција.
Поред губитка Египта, поделе у царској породици је продубило и питање верске политике пошто је Константин, судећи по позном извору, Михаилу Пселу из 11. века, био присталица православља, а Мартина и њена деца у Цариграду непопуларног монотелитског учења.
Ираклије Нови Константин је најпосле умро 24. или 26. маја 641. године, али је пре тога своје синове Ираклија и Теодосија препоручио старању сенатора и високих војних кругова. Иако се о његовој личности и краткој влади практично не може много тога рећи, његова популарност је била један од узрока свргавања Мартине и њених синова у септембру 641. године. Царски престо је тада припао младом Ираклију-Констансу II, Константиновом сину. 